# 田中淳平
田中 淳平（たなか じゅんぺい、1978年（昭和53年）10月17日 -  、男性）は、日本の実業家。
10歳で母親を亡くす。
1997年（平成9年）、関西学院大学へ入学し、在学中より貿易事業を開始する。
1999年（平成11年）、金融コンサルティングファームを設立。2000年（平成12年）、総合コンサルティングファームを設立し、大企業から個人事業主まで1000件以上の相談業務を受ける。子会社に、自動車販売会社、不動産会社、飲食チェーン店を保有し、シンガポールにPC販売事業を展開する現地法人も保有。
2011年（平成23年）、宮城県山元町で被災地支援中に逮捕。